# 米醋

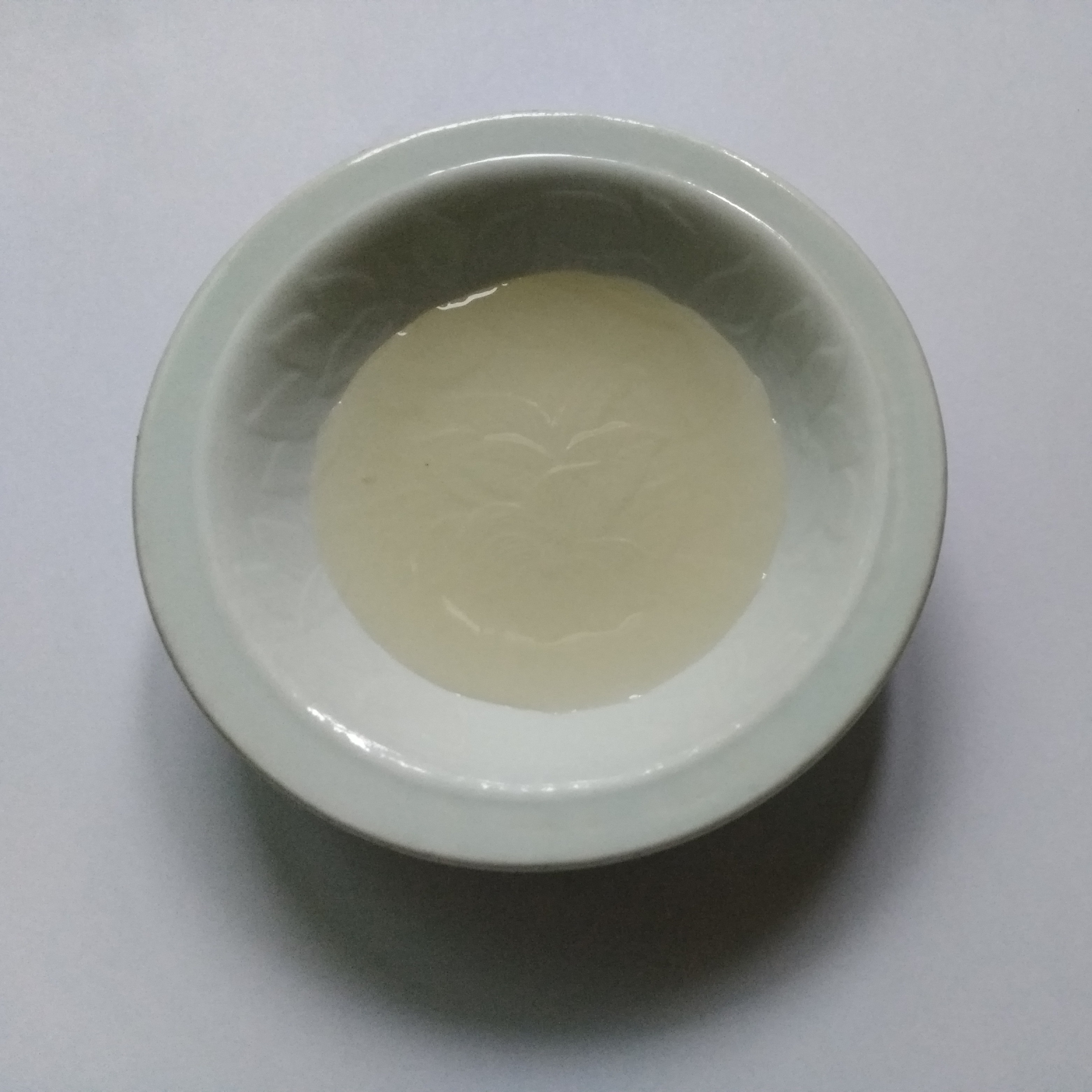
韩国米醋

米醋是东亚（中华人民共和国、日本和朝鮮）以及东南亚的越南等地用发酵的大米制成的醋。它可以用作一些薯条、调味品、寿司等食品的调味剂。
米醋按照用米量、所用米粒部分、其他谷物原料、发酵工艺的不同，可以呈现出截然不同的多种性状。
- 日本的米醋（米酢）接近无色，只要求米用量超过40g/L，常用于寿司。英语所谓一般指本品。含酸量在5%左右。[1]
  - 日本加入麦麸且谷物用量更高，呈深棕色。

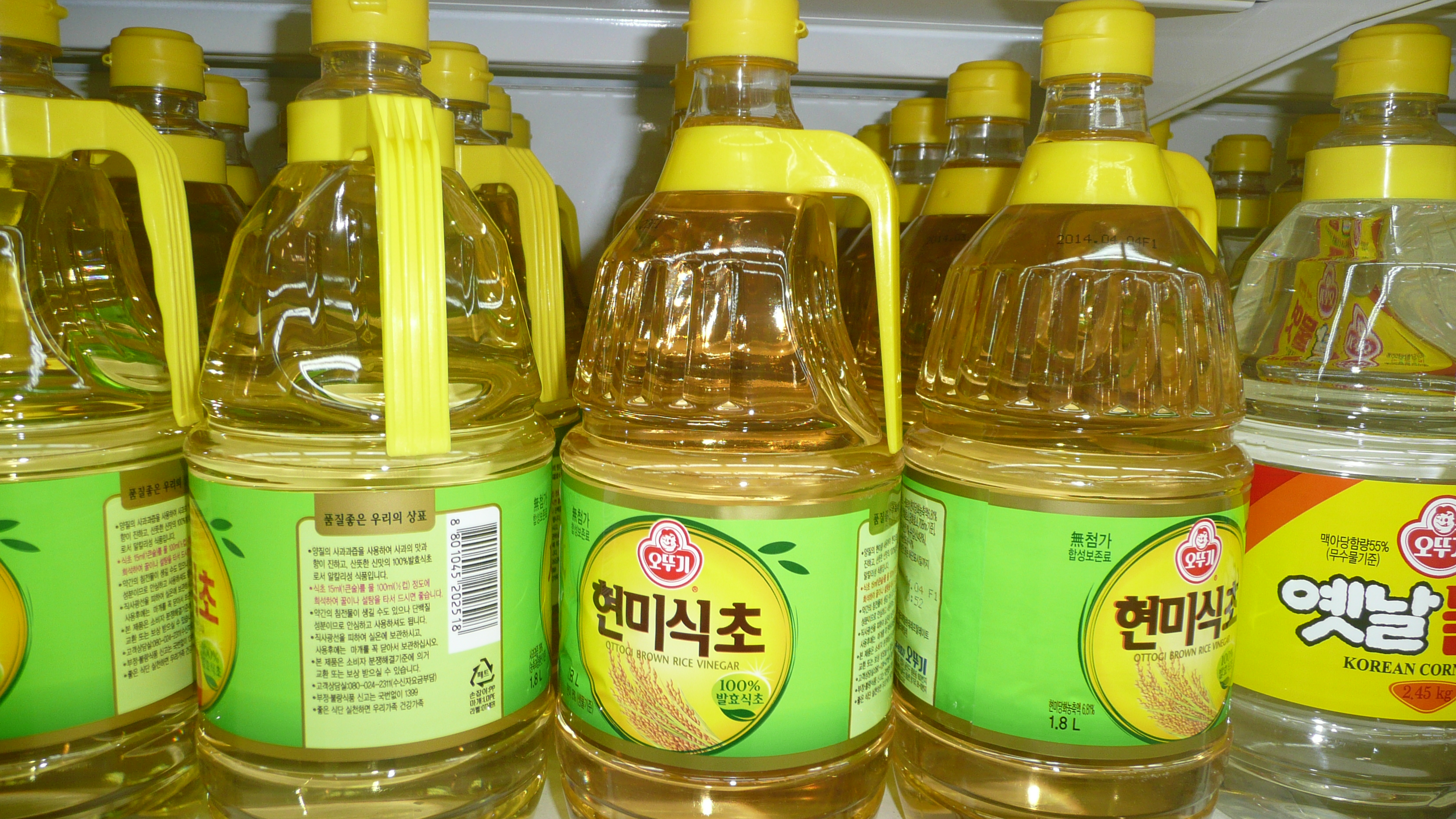
韩国糙米醋

- 韩国糙米醋韩国生产有纯白米制成的米醋。也生产有糙米制成的米醋，呈浅黄色。
- 中国的黄酒米醋多加入麦麸，呈浅棕色到棕色。含酸量在4%左右。
  - 麦麸含量较多呈黑色的醋虽然由米制成，但一般不叫做米醋。见：黑醋。
  - 另有红醋，由于使用红曲米呈亮红色。